# La brasa en la mano
La brasa en la mano es una novela del escritor argentino Oscar Hermes Villordo publicada en 1983 por la editorial Bruguera de Buenos Aires. Basada en vivencias autobiográficas del autor relata en primera persona la vida cotidiana en Buenos Aires de un hombre homosexual y una ruptura amorosa, en el entorno de su grupo de amistades y conocidos igualmente homosexuales, a mediados del siglo XX. Fue un inesperado bestseller, pese a la censura estatal aún vigente, con tres ediciones sucesivas de 60.000 ejemplares en la segunda mitad de 1983, cuando la última dictadura argentina estaba colapsando luego de la derrota en la guerra de las Malvinas el año anterior y el país se encontraba en plena campaña electoral previa a la recuperación de la democracia en diciembre de ese año. La novela forma una trilogía homoerótica con La otra mejilla (1886) y El ahijado (1990).

## Trama
La novela relata la vida de un joven escritor homosexual en Buenos Aires y la ruptura amorosa que sufre, en el entorno de su grupo de amistades y conocidos igualmente homosexuales, a mediados del siglo XX. Él y sus relaciones más cercanas (Beto, Esteban, Mario/Myriam y Andrea) viven en pensiones y se relacionan con soldados conscriptos, estudiantes y marineros que van a una plaza porteña en busca de compañía y alivio sexual, u obreros de la construcción. La novela incluye el relato de la violación de Mario/Myriam (con quien el autor se identifica), cuando era niño. Hacia el final del relato una fiesta reúne a homosexuales, transexuales y artistas en el caserón de un anfitrión maduro. Al salir de la misma el protagonista entra en crisis, invadido por la tristeza desoladora que le produce la ruptura amorosa. «La narración tiene un ritmo y un transcurrir que no necesita capítulos, ni cortes, ni marcas formales que indiquen en qué parte del relato estamos. Porque, de alguna manera, no importa».

## Impacto
Cuando en 1983 apareció La brasa en la mano, Villordo se fue convirtiendo en un personaje público. Salía asiduamente por televisión y daba entrevistas hablando abiertamente sobre su homosexualidad... en los días de la incipiente democracia. Como parte del destape en cierne, era bastante elocuente. Cuando Villordo puso este libro sobre la mesa inexorablemente pateó el tablero. Rasgó el velo de su propia literatura, más elusiva y amable hasta entonces, y cruzó la línea del tratamiento sesgado y estetizante que se le había otorgado a la homosexualidad en los círculos de alta literatura de los que él mismo se alimentaba: los desmayados pupilos de Bianco, los lánguidos efebos de Mujica Lainez, se desintegraban literalmente en manos de los personajes de Villordo, donde el sexo ocupaba el primer plano y donde los sentimientos también se decían por su nombre, en un mundo plebeyo que dejaba muy atrás, como en una comarca remota, el deseo que sólo tenía credenciales si estaba legitimado por la Belleza, pagando, en cierta medida, un derecho estético a la existencia.
Claudio Zeiger